# 606 (båtklass)
606 är en typ (klass) av segelbåt. Den är en kölbåt och namnet uttalas siffra för siffra: "sex noll sex". Båten är en dagseglare och inte byggd för övernattning. Den ritades av Pelle Pettersson 1969. Den 6,06 meter långa båten är populär både som skolbåt och som kappseglare. Under lång tid har 606 varit en av de mer aktiva kölbåtsklasserna i Sverige. Den är officiell SM-klass. 48 båtar kom till start 2011, då mästerskapet seglades i Uppsala. SM går oftast andra veckan i augusti.[källa behövs]. 2014 går SM i Hjo andra helgen i augusti och NM i september i Nynäshamn.